# Bitrufjörður
Bitrufjörður – fiord w północno-zachodniej Islandii, położony w najwęższym miejscu nasady półwyspu tworzącego region Fiordów Zachodnich. Przesmyk utworzony między fiordem Bitrufjörður a położonym po drugiej stronie lądu fiordem Gilsfjörður (część zatoki Breiðafjörður) ma niecałe 10 km długości.
Bitrufjörður stanowi jedno z bocznych rozgałęzień zatoki Húnaflói, położone w jej południowo-zachodniej części. Na północ od niego położony jest fiord Kollafjörður, a na południowy wschód - Hrútafjörður.
Fiord wcina się na około 11 km w głąb lądu, a jego szerokość wynosi od około 5 km u wejścia do fiordu do około 1 km w jego głębi. Wzniesienia nad fiordem sięgają wysokości około 400–450 m n.p.m.
Nad fiordem brak jest większych osad. Wzdłuż obu brzegów fiordu biegnie droga nr 68. Tereny nad fiordem wchodzą w skład gminy Strandabyggð.